# Henrik Cederlöf
Henrik Vilhelm Cederlöf, född 10 januari 1922 i Helsingfors, död 4 september 2015 i Ekenäs, var en finlandssvensk litteraturhistoriker, skolledare och författare.
Cederlöfs föräldrar var professor Johannes Cederlöf och Inez Louise Sjöbring. Han tog studentexamen 1941 vid Västra Nylands samgymnasium Ekenäs och utexaminerades som filosofie magister från Åbo Akademi 1948. Han blev filosofie licentiat 1966 och filosofie doktor 1968 på en avhandling om Runar Schildts noveller.
Cederlöf var redaktör på tidningen Västra Nyland 1948–1953 och programchef för Radio Västnyland 1950–1968. Han var lärare i engelska och lärare i historia vid lärarseminariet i Ekenäs 1952–1958, och modersmålslektor och rektor vid Ekenäs samlyceum 1974–1976. Han var rektor för Ekenäs gymnasium 1976–1985. Han erhöll professors titel 1996.
Cederlöf publicerade litteraturhistoriska arbeten om Runar Schildt och Jonatan Reuter. Han skrev också ett stort antal historiker över västnyländska sammanslutningar och organisationer.
Cederlöf var medlem av Ekenäs stadsfullmäktige 1951–1988 och stadsstyrelsens ordförande 1980–1988.

## Verk
- Ur Ekenäs hävder: Riktlinjer ur Ekenäs stads ekonomiska historia ; Industriella infättningar i Ekenäs. Ekenäs 1946
- Uppsatslära för mellanstadiet. Ekenäs tryckeri, Ekenäs 1961, 2. utvid. uppl. 1964
- Stilstudier i Runar Schildts novellistik, Åbo Akademin väitöskirja. Skrifter utgivna av Svenska litteratursällskapet i Finland 422. Helsingfors 1967
- Västnyländska ungdomsringen 1917-1967. Ekenäs 1968
- Nej till nyvänstern: Marginalanteckningar. Ekenäs 1969
- Runar Schildt: Noveller : Ett urval med inledning, kommentarer och arbetsuppgifter av Henrik Cederlöf : En antologi för gymnasiet. Ekenäs tryckeri, Ekenäs 1969
- Nyländska öden 3: Jonatan Reuter och hans skärgårdsberättelser. Ekenäs tryckeri, Ekenäs 1972
- Ekenäs stads svenska folkskola 1873-1973: en jubileumsskrift. Ekenäs 1973
- Skolhistoriskt arkiv: uppsatser och urkunder 12 ; utg. av Svenska skolhistoriska föreningen i Finland ; utarb. av Henrik Cederlöf och Olle Sirén ; redaktionskommitté Gösta Cavonius et. al. Ekenäs 1973
- Strukturer i sakprosa : skrivträning för gymnasiet. Söderström, Helsingfors 1975
- När Ekenäs var utrymt. Västnyländska kultursamfundets skrifter 1. Ekenäs 1985
- Farleder och lotsplatser i Ekenäs skärgård. Ekenäs tryckeri, Ekenäs 1986, 2. uppl. 1989
- Folkliga kultursträvanden i Västnyland för 100 år sedan. Västnyländska kultursamfundets skrifter 3. Ekenäs 1988
- Ingå 650 år / Inkoo 650 vuotta ; kirj. Henrik Cederlöf ym. ; toim. Leif Sundström. Inkoon kunta, Inkoo 1988
- Ekenäs stads historia. Del 4, 1930-1980. Ekenäs stad, Ekenäs 1993
- Skärgård. Ekenäs tryckeri, Ekenäs 1994
- Hjälpande bröder : Krigsinvalidernas brödraförbund Ekenäsnejdens avdelning r.f. 1945-1995 : en jubileumsskrift. Krigsinvalidernas brödraförbund Ekenäsnejdens avdelning, Ekenäs 1995
- Nylands brigad och Dragsvik garnison: en historisk översikt 1940-1995. Nylands brigads gille, Ekenäs 1996
- John William Nylander - aktivist och författare : en minnesteckning. Skrifter utgivna av Svenska folkskolans vänner vol. 150. Helsingfors 1997
- Ekenäs segelsällskap 1897-1997: hundraårsskrift. Ekenäs segelsällskap, Ekenäs 2000
- Ekenäsnejdens krigsveteraner r.f. 1970-2000 ; historisk översikt av Henrik Cederlöf. Ekenäsnejdens krigsveteraner, Ekenäs 2000
- Vattenvägar och fornlämningar i Snappertuna. H. Cederlöf, Ekenäs 2001
- SFV:s fonder 1882-2002: människor och händelser ; huvudförfattare: Henrik Cederlöf. Skrifter utgivna av Svenska folkskolans vänner vol. 165. Helsingfors 2002
- Ursvensk: ett liv i modersmålets tjänst. Schildt, Helsingfors 2004

## Pris
- Svenska kulturfondens pris 1981
- Axel Olof Freudenthal-medaljen 2007